# 13325 Valérienataf
13325 Valérienataf eller 1998 SV14 är en asteroid i huvudbältet som upptäcktes den 18 september 1998 av LONEOS vid Anderson Mesa Station. Den är uppkallad efter journalisten Valérie Nataf Lambert.
Asteroiden har en diameter på ungefär 4 kilometer.